# Sinagoga Gorica
Sinagoga Gorica (italijansko Sinagoga di Gorizia, nemško Synagoge Görz) je molilnica judovske skupnosti Gorice. Nahaja se na Ascolijevi ulici in sega v 18. stoletje. 

## Muzej
Od leta 1998 je v pritličju stavbe sodobni judovski muzej »Jeruzalem na Soči« (Gerusalemme sull'Isonzo), ki prikazuje zgodovino izraelitskega ljudstva od svetopisemskih časov do diaspore z opisi obredov in tradicij.